# Paesi Bassi ai Giochi della XXVIII Olimpiade
I Paesi Bassi parteciparono ai Giochi della XXVIII Olimpiade, svoltisi ad Atene, Grecia, dal 13 al 29 agosto 2004, con una delegazione di 210 atleti impegnati in ventidue discipline.